# Especiaria

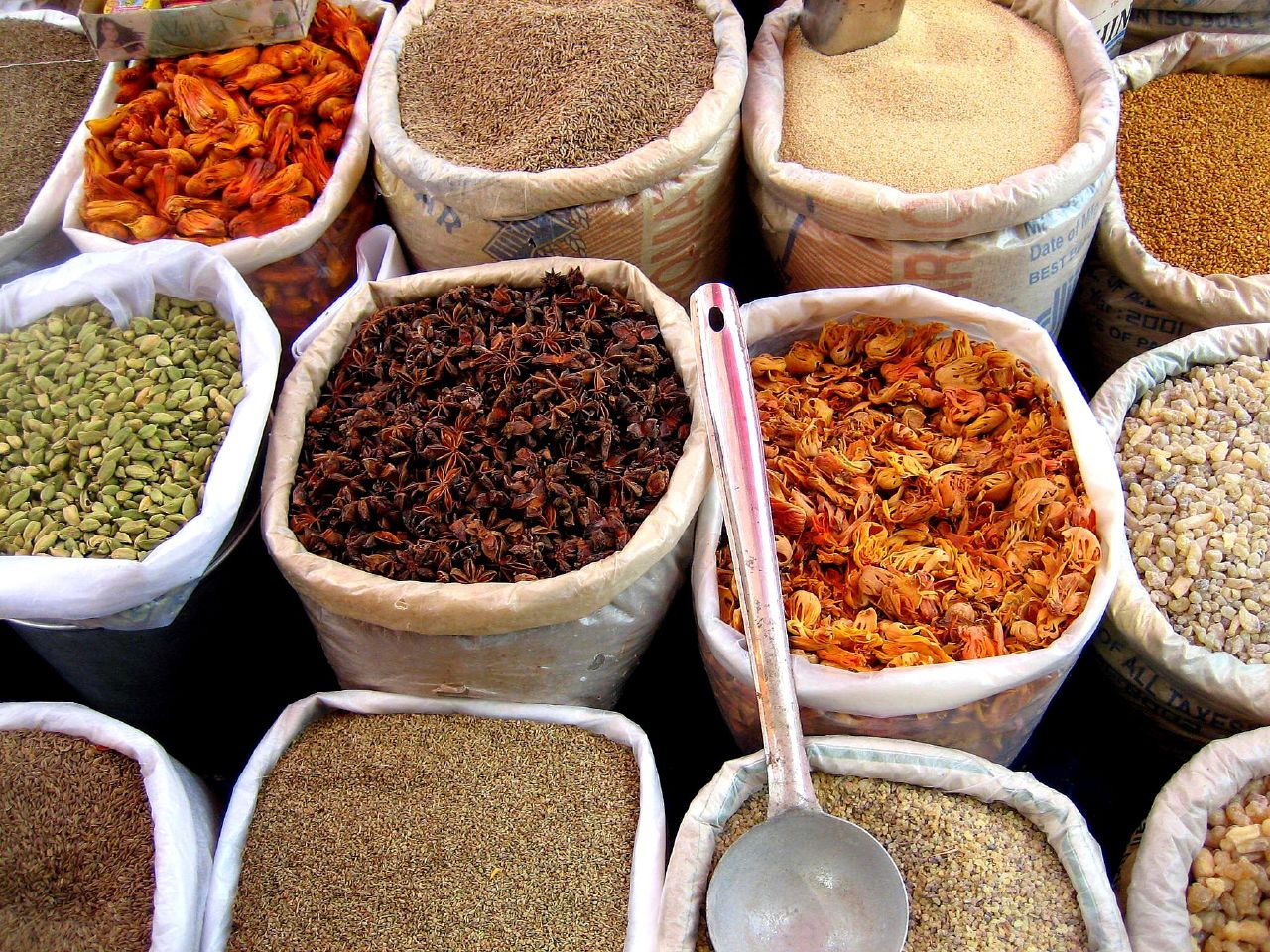
Especiarias num mercado de Goa, Índia.

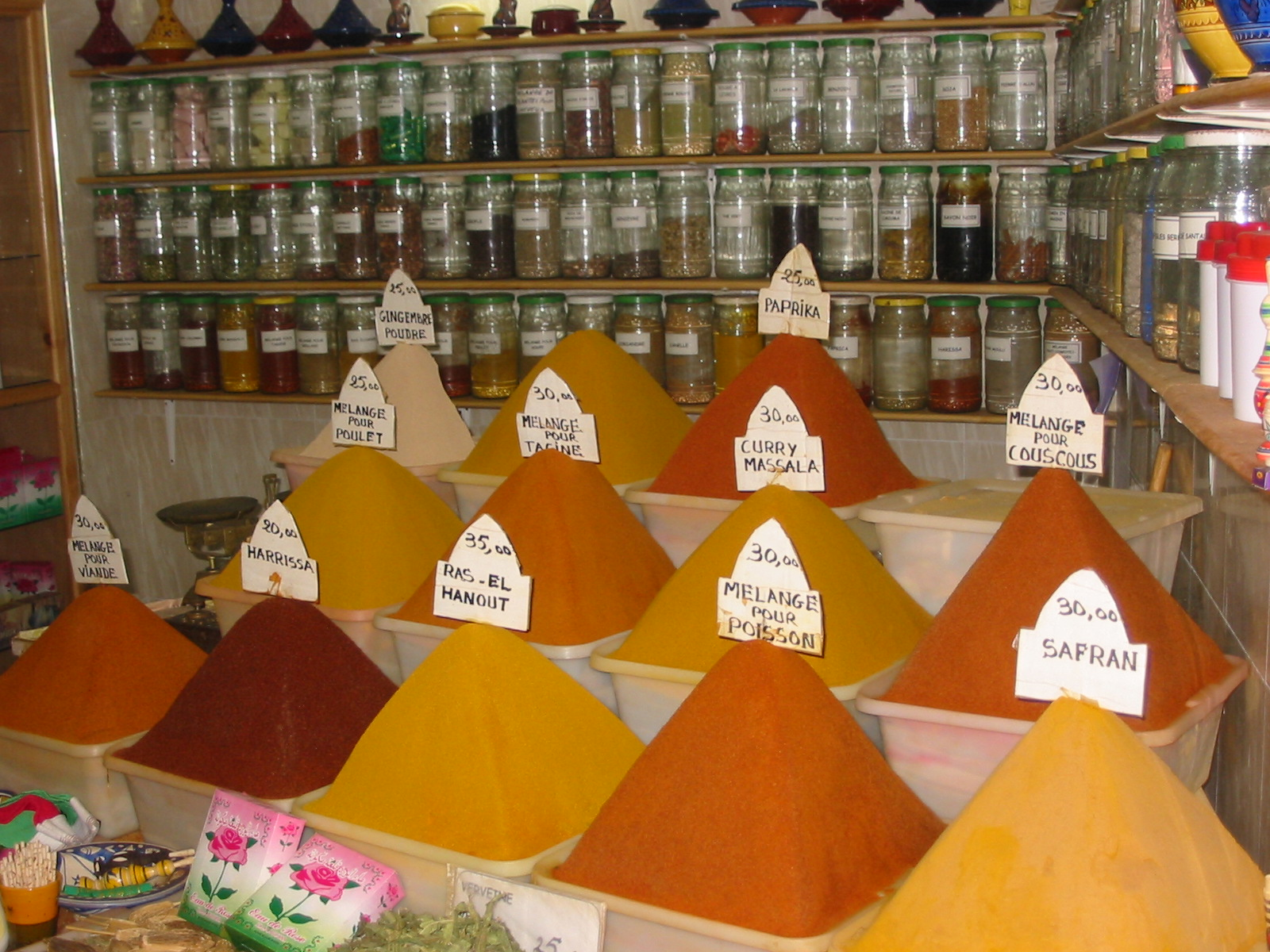
Loja de especiarias em Marrocos.

A especiaria, ou espécie (do latim species), é um termo genérico, usado a partir dos séculos XIV e XV na Europa Ocidental, que designava diversos produtos de origem vegetal (flor, fruto, semente, casca, caule, raiz), com aroma ou sabor acentuados, devido a presença de óleos essenciais, sendo usados na culinária e na farmácia. O seu uso distingue-as das ervas aromáticas, das quais são utilizadas principalmente as folhas.
Além de utilizadas na culinária, com fins de tempero e de conservação de alimentos, as especiarias são utilizadas em farmácia, na preparação de óleos, unguentos, cosméticos, incensos e medicamentos. Historicamente, esses múltiplos usos deram lugar a disputas entre as corporações - notadamente entre os especieiros e os boticários.

## Histórias
Embora cada região do planeta possua as suas próprias especiarias, na Europa Ocidental, a partir do contexto das Cruzadas, desenvolveu-se o consumo das variedades oriundas do Oriente. Para atender a essa demanda, ampliou-se o comércio entre o Ocidente e o Oriente, através de várias rotas terrestres e marítimas. A dinâmica dessas rotas variou ao sabor das guerras e conflitos ao longo dos séculos. A partir da criação do Império Mongol, entre os séculos XIII e XIV, com a instauração da pax mongolica o comércio entre a Europa e o Oriente conheceu um período de prosperidade. Utilizadas não só para conservar os alimentos e melhorar seu sabor, mas também como medicamentos, afrodisíacos, perfumes, incensos, etc., as especiarias, eram compradas secas e dessa forma utilizadas. Sua grande durabilidade, resistência a mofos e pragas nos longos tempos de estocagem, tornara possível e próspero seu comércio: suportavam por meses e até anos as travessias por mar ou terra sem perder as qualidades aromáticas e medicinais. As mais procuradas, no século XV, eram a pimenta-do-reino, o cravo, a canela e a noz-moscada. Nativas da Ásia, eram difíceis de obter, portanto, extremamente caras. Eram usadas até mesmo como moeda e, segundo Nepomuceno, constituíam "dotes, heranças, reservas de capital e divisas de um reino. Pagavam serviços, impostos, dívidas, acordos e obrigações religiosas". Também era costume presentear (ou subornar) os magistrados com especiarias. Em 29 de maio de 1453, a tomada de Constantinopla pelos otomanos dificultou ainda mais o acesso a esses produtos, pois as rotas de comércio dos principais condimentos passaram ao controle turco, ficando, assim, bloqueadas as atividades dos mercadores cristãos.
Na tentativa de contornar o problema, Portugal e Espanha organizaram expedições para a exploração de rotas alternativas - um caminho marítimo para o Oriente. O projeto português previa um ciclo oriental, contornando a África, enquanto o projeto espanhol apostou no ciclo ocidental, que culminou no descobrimento da América. O estabelecimento de nova rota com o caminho descoberto por Vasco da Gama reduziu de imediato os preços das especiarias - os venezianos começaram a comprar pimenta em Lisboa pela metade do preço do que custava em Alexandria, oferecida pelos árabes.
Com o estabelecimento de colônias no continente americano, as nações europeias introduziram nelas o plantio das especiarias asiáticas, barateando os custos e tornando-as mais acessíveis para o mercado. Essa divulgação teve como consequência levar as próprias colônias a adotar essas especiarias, em detrimento das espécies nativas que tinham efeitos similares.[carece de fontes?]

## Principais especiarias
algumas especiarias abaixo

Principais especiarias de origem oriental
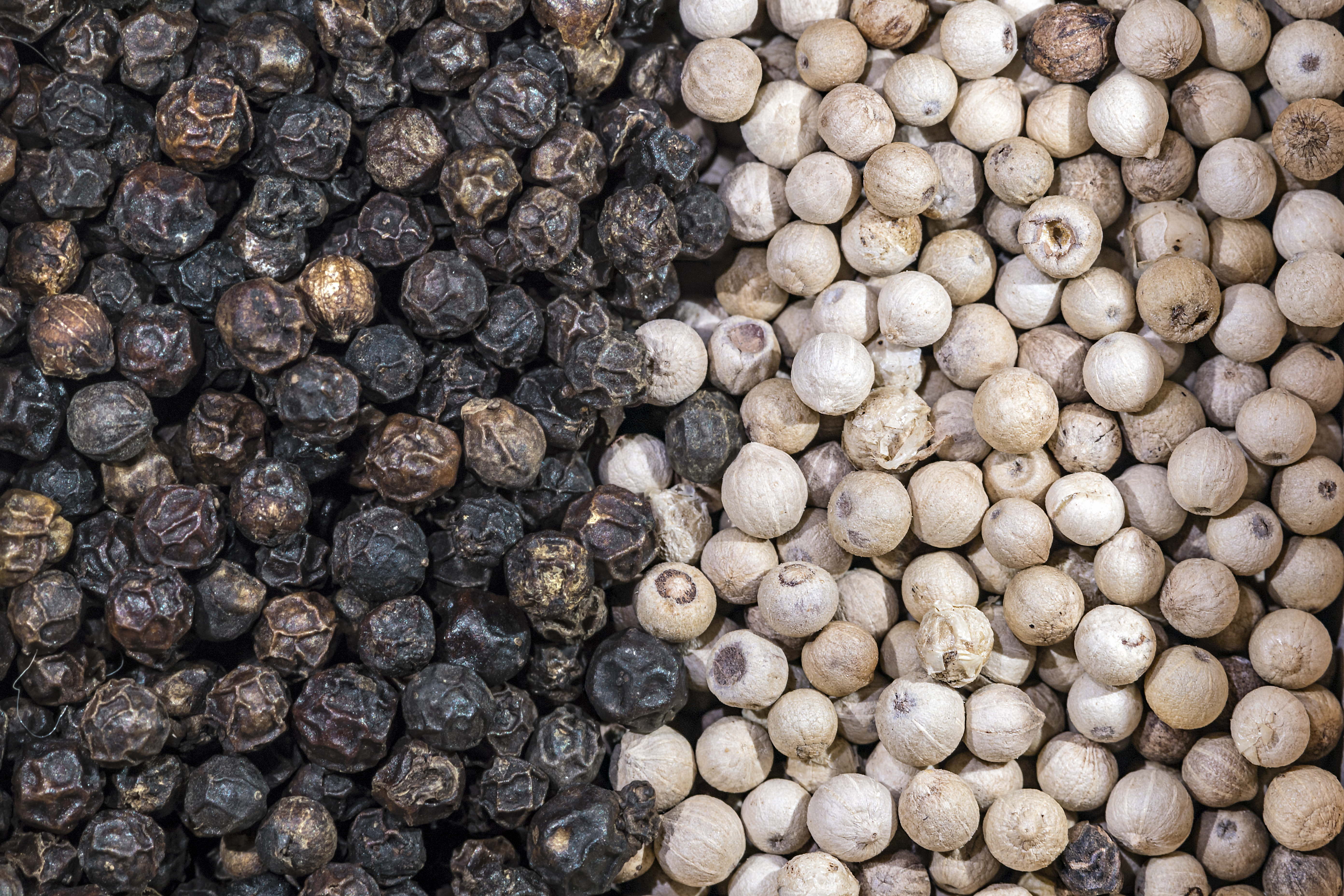
Pimenta-do-reino e Pimenta siria
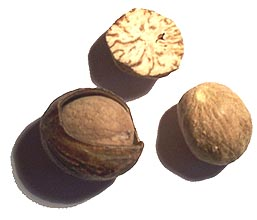
Noz-moscada
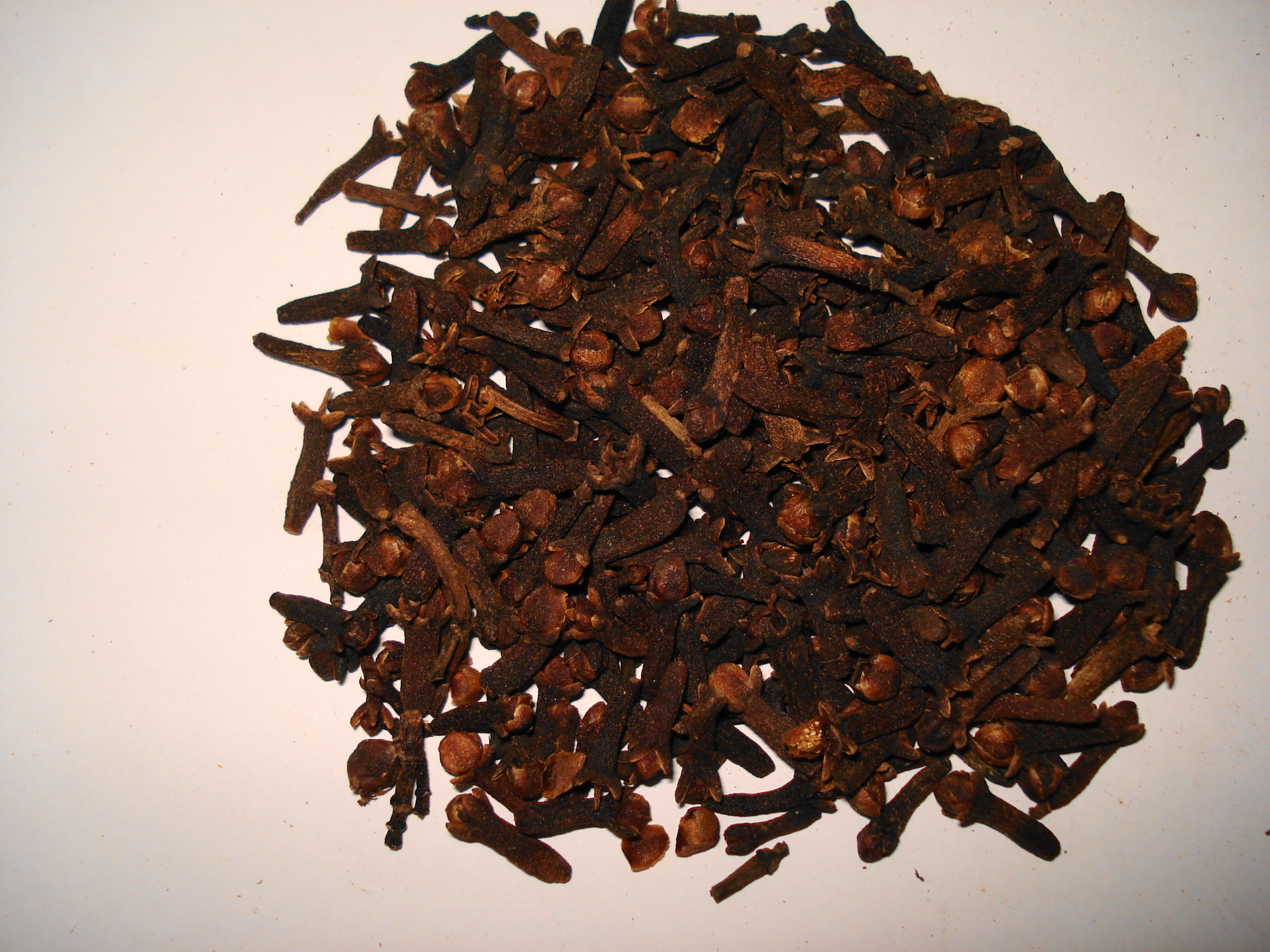
Cravo-da-índia (cravinho)
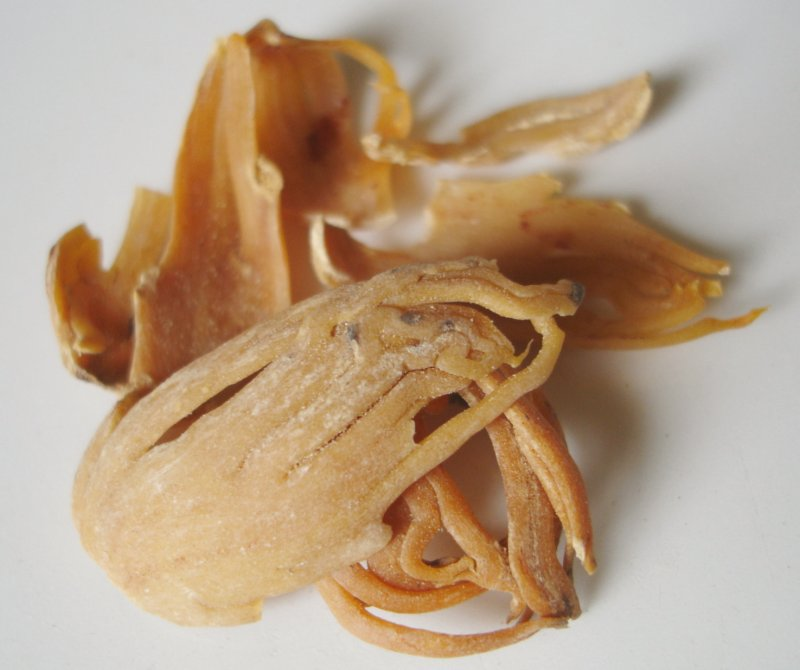
Macis (de noz-moscada)
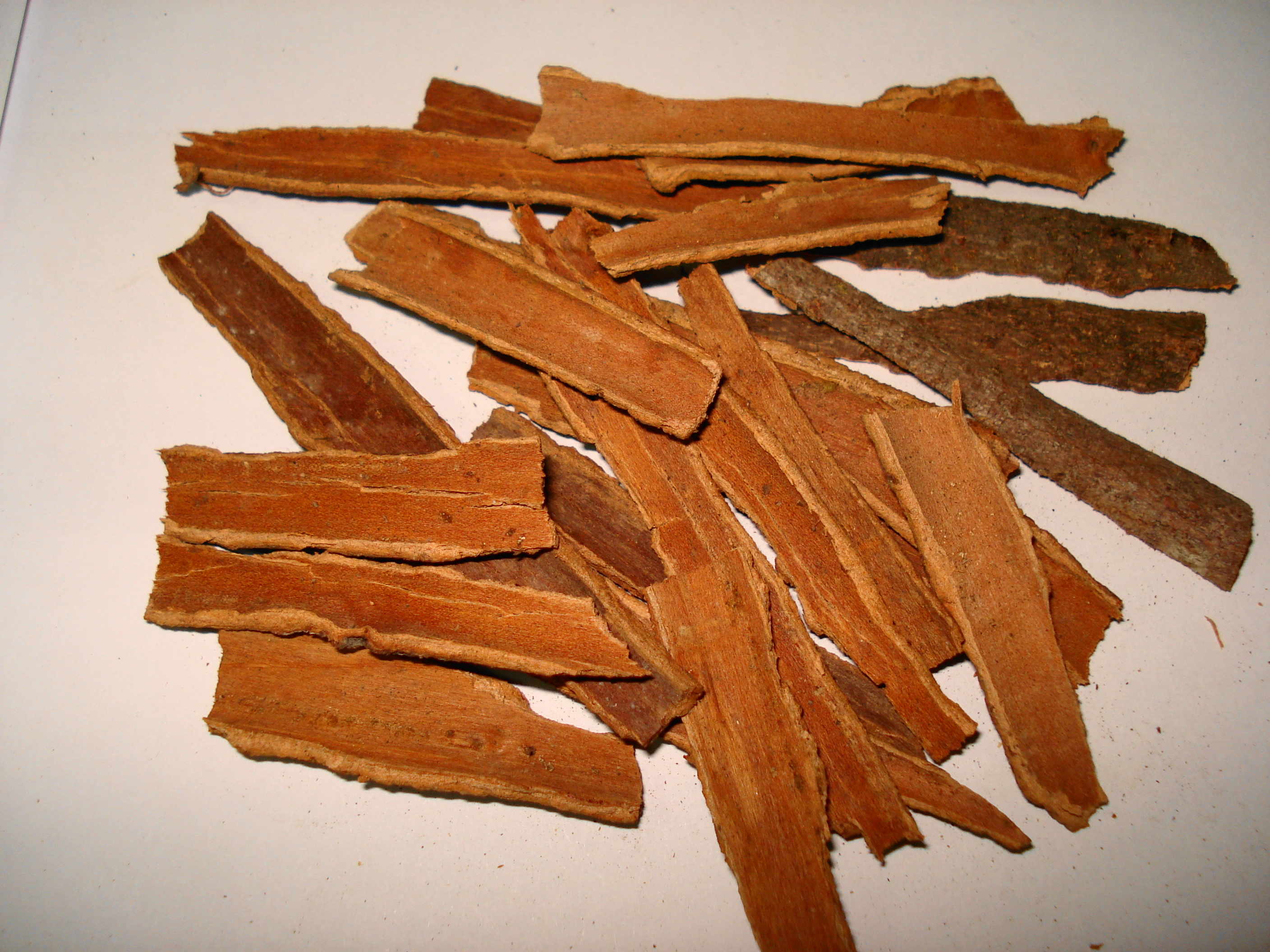
Canela
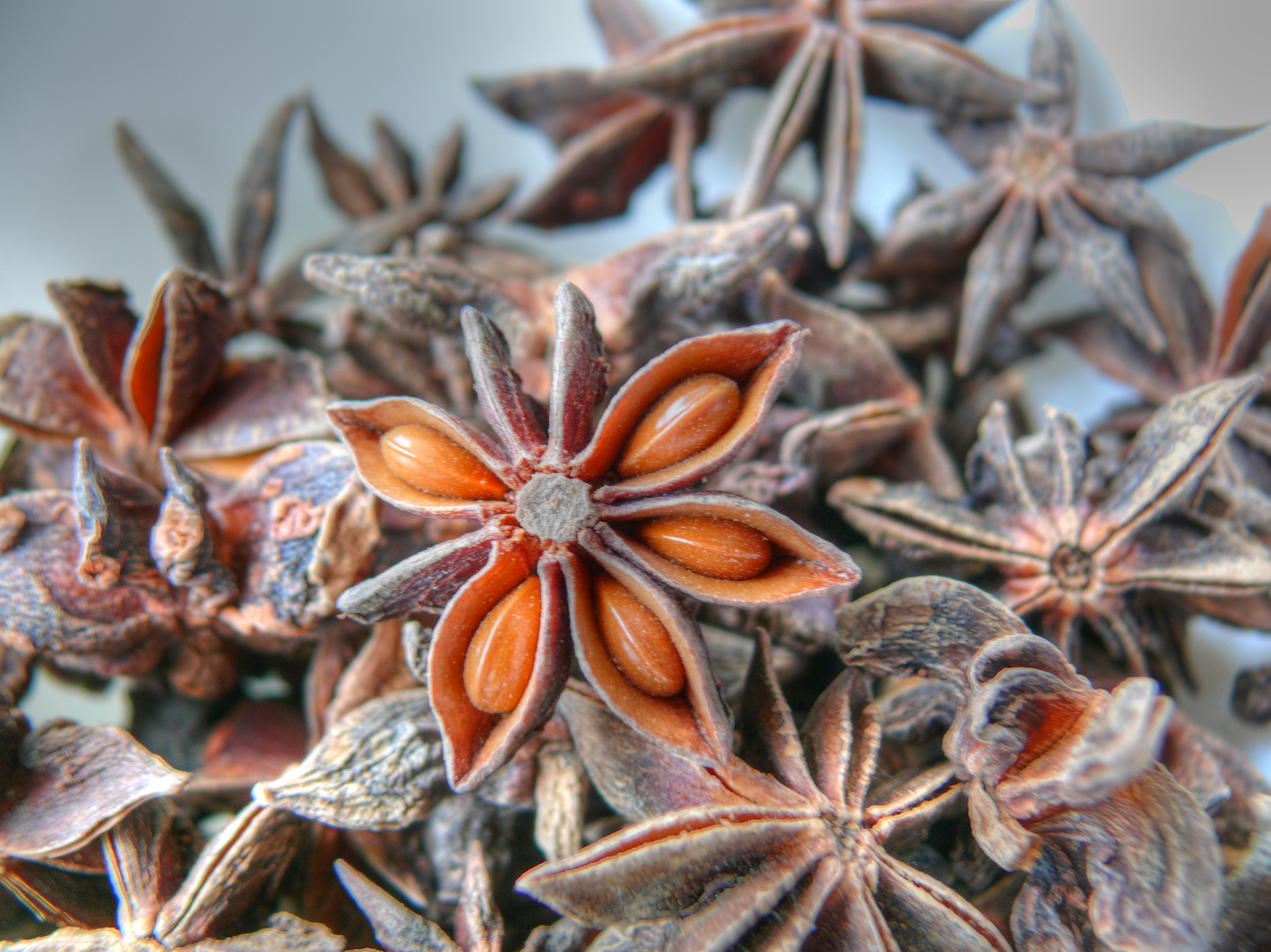
Anis-estrelado
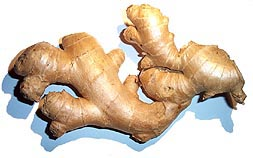
Gengibre
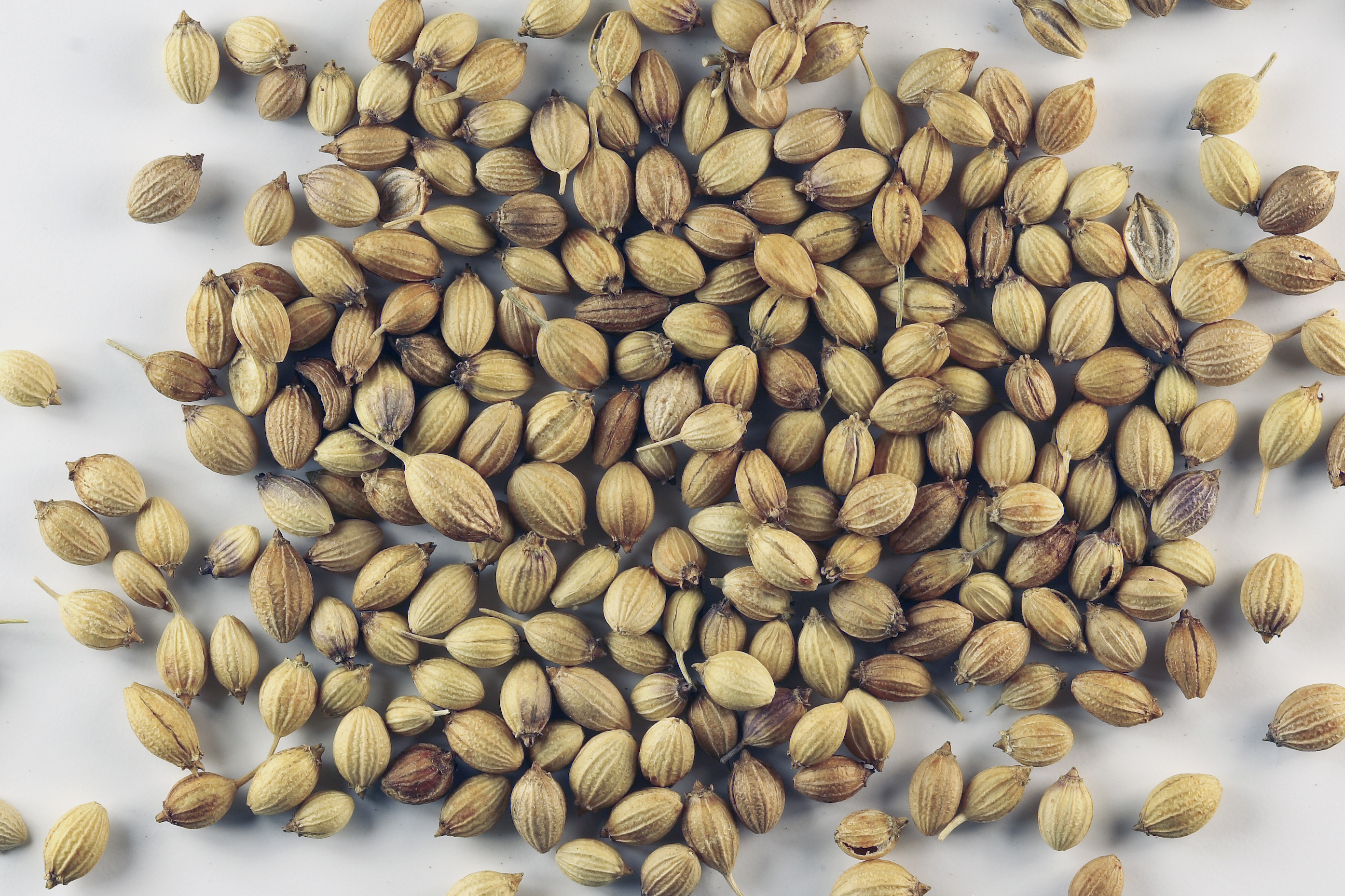
Coentro
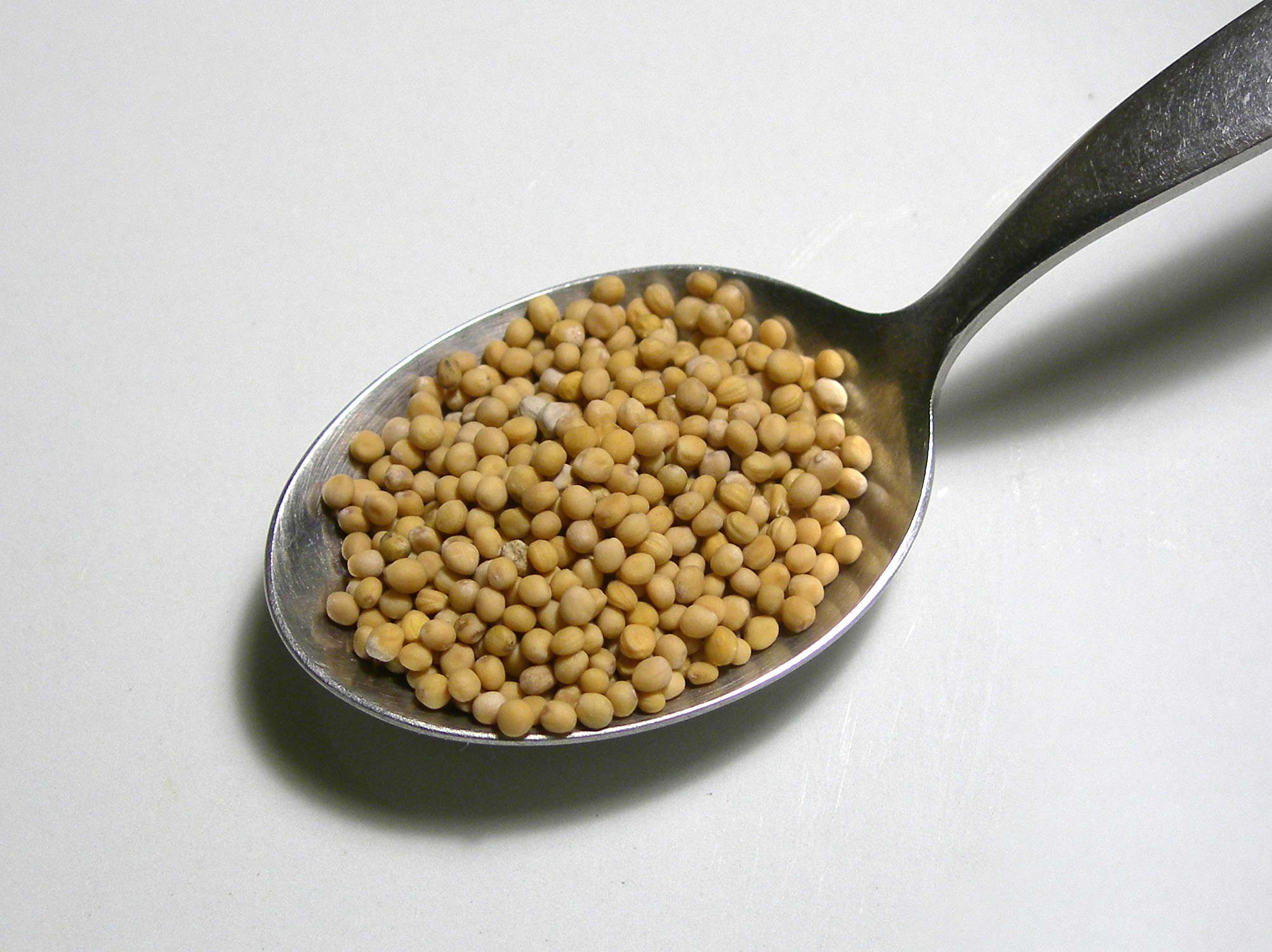
Mostarda
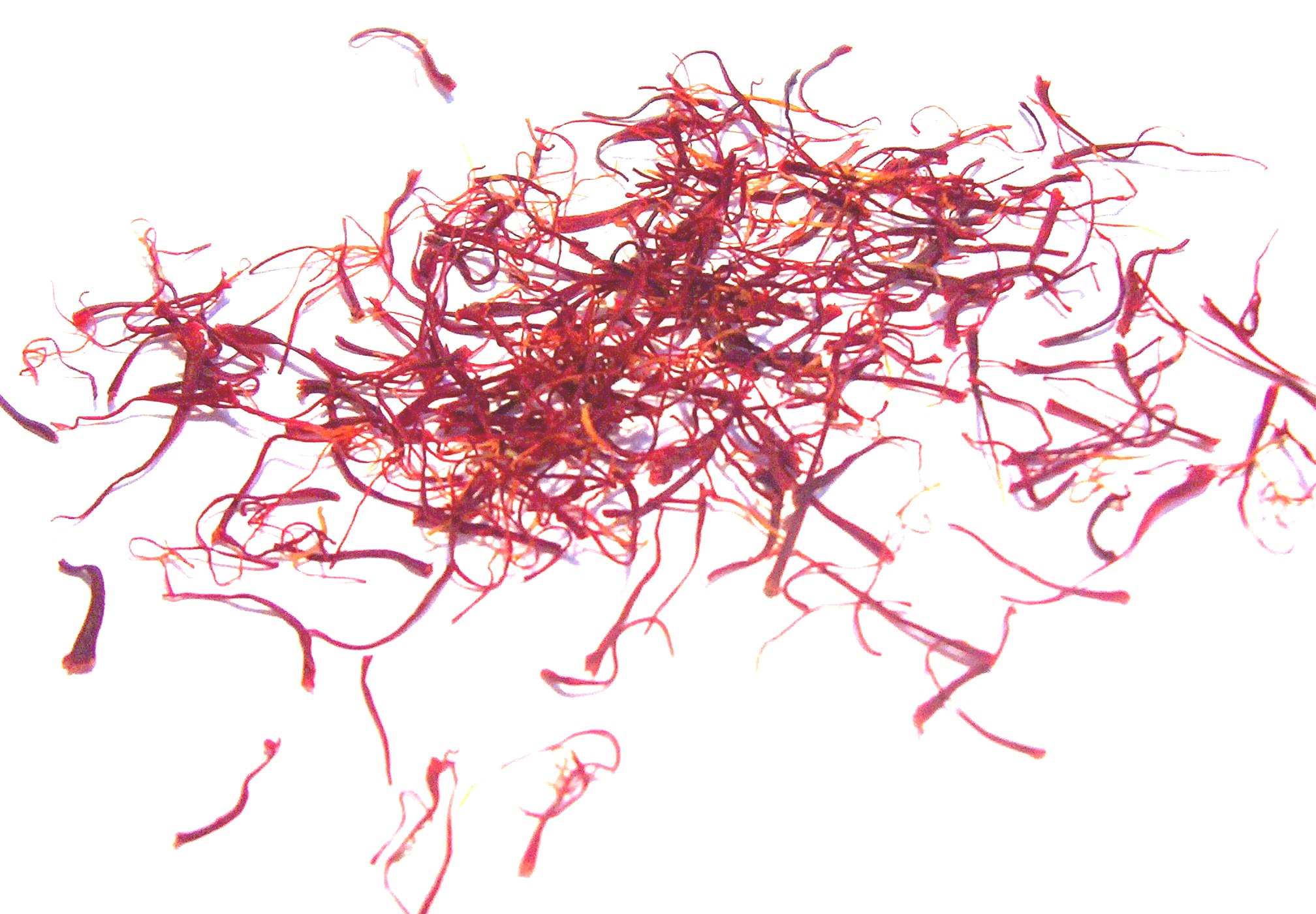
Açafrão

Outras especiarias
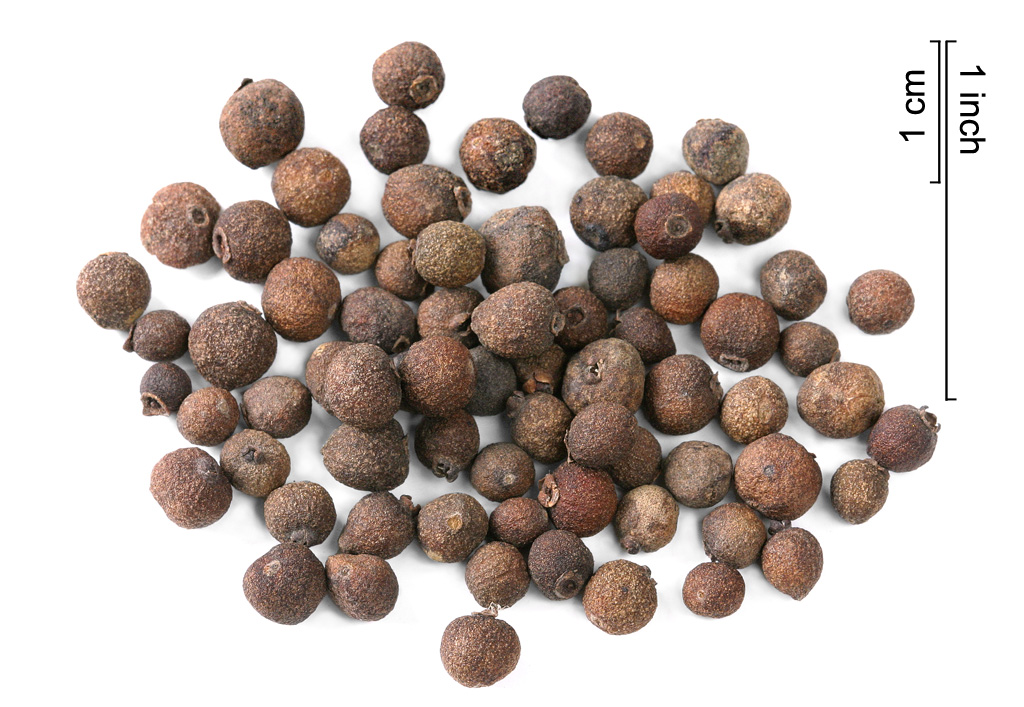
Pimenta da Jamaica